# Boys (píseň, Sky Ferreira)
„Boys“ je píseň americké zpěvačky Sky Ferreiry. Původně vyšla v říjnu 2013 na jejím prvním albu Night Time, My Time. Spolu se zpěvačkou jsou coby její autoři uvedeni Ariel Rechtshaid a Justin Raisen, kteří nahrávku zároveň produkovali. V únoru 2013 bylo oznámeno, že píseň vyjde jako druhý singl z alba Night Time, My Time. Brzy však zpěvačka na Twitteru napsala, že píseň nebude druhým singlem z desky (po „You're Not the One“). Dne 1. března 2014 píseň vyšla jako propagační singl ke stažení zdarma.